# Tore Keller
Tore Keller (Norrköping, 1905. január 4. – Göteborg, 1988. július 15.) svéd labdarúgó.
A svéd válogatott tagjaként részt vett az 1934-es és az 1938-as világbajnokságon, illetve az 1924. évi nyári olimpiai játékokon.

## Sikerei, díjai
IK Sleipner
- Svéd bajnok (1): 1937–38

Svédország
- Olimpiai bronzérmes (1): 1924